# نيكولاس وايت (دراج أسترالي)
نيكولاس وايت (بالإنجليزية: Nick White)‏ (و. 1997  م) هو راكب دراجة هوائية أسترالي.

## سجل الفوز

### سباقات أو مراحل فاز بها
| التاريخ        | السباق              | المركز                   |
| -------------- | ------------------- | ------------------------ |
| 03 فبراير 2019 | طواف هيرالد صن 2019 | الثالث في تصنيف أفضل شاب |
| 05 مارس 2020   | طواف تايوان 2020    | الفائز في التصنيف العام  |

## روابط خارجية
- نيكولاس وايت على موقع أرشيف الدراجات (الإنجليزية)
- نيكولاس وايت على موقع إحصائيات الدراجات الإحترافية (الإنجليزية)